# Fortunino Matania
Fortunino Matania (Napoli, 16 aprile 1881 – Londra, 8 febbraio 1963) è stato un illustratore e pittore italiano, noto per le sue realistiche rappresentazioni della vita nelle trincee della prima guerra mondiale e per una vasta gamma di soggetti storici.

## Biografia
Nato a Napoli, figlio dell'artista Eduardo Matania, Fortunino Matania studiò presso lo studio di suo padre, disegnando una pubblicità di sapone all'età di 9 anni e esibendo il suo primo lavoro all'Accademia di Napoli a 11 anni. A 14 anni aiutava suo padre a produrre illustrazioni per libri e riviste. Il suo talento fu riconosciuto dall'editore italiano del periodico L'Illustrazione Italiana e Matania produsse illustrazioni settimanali per la rivista tra il 1895 e il 1902.
 

All'età di 20 anni, Matania iniziò a lavorare a Parigi per Illustration Francaise e, nel 1902, fu invitato a Londra per ritrarre l'incoronazione di Edoardo VII per The Graphic. Matania avrebbe successivamente ritratto tutti i principali eventi - matrimoni, battesimi, onoranze funebri e Incoronazioni - della nobiltà britannica fino all'incoronazione della regina Elisabetta nel 1953. Nel 1904, Matania si unì allo staff di The Sphere, in cui apparvero alcuni dei suoi lavori più famosi, tra cui le illustrazioni del naufragio del Titanic nel 1912. Intorno al 1906-1910 dipinse la vita nella hall dell'Hotel Excelsior a Roma. The Last General Absolution of the Munster Fusiliers at Rue du Bois di Matania raffigura il reggimento alla vigilia della battaglia di Aubers Ridge nel maggio del 1915, è al centro di una misteriosa vicenda

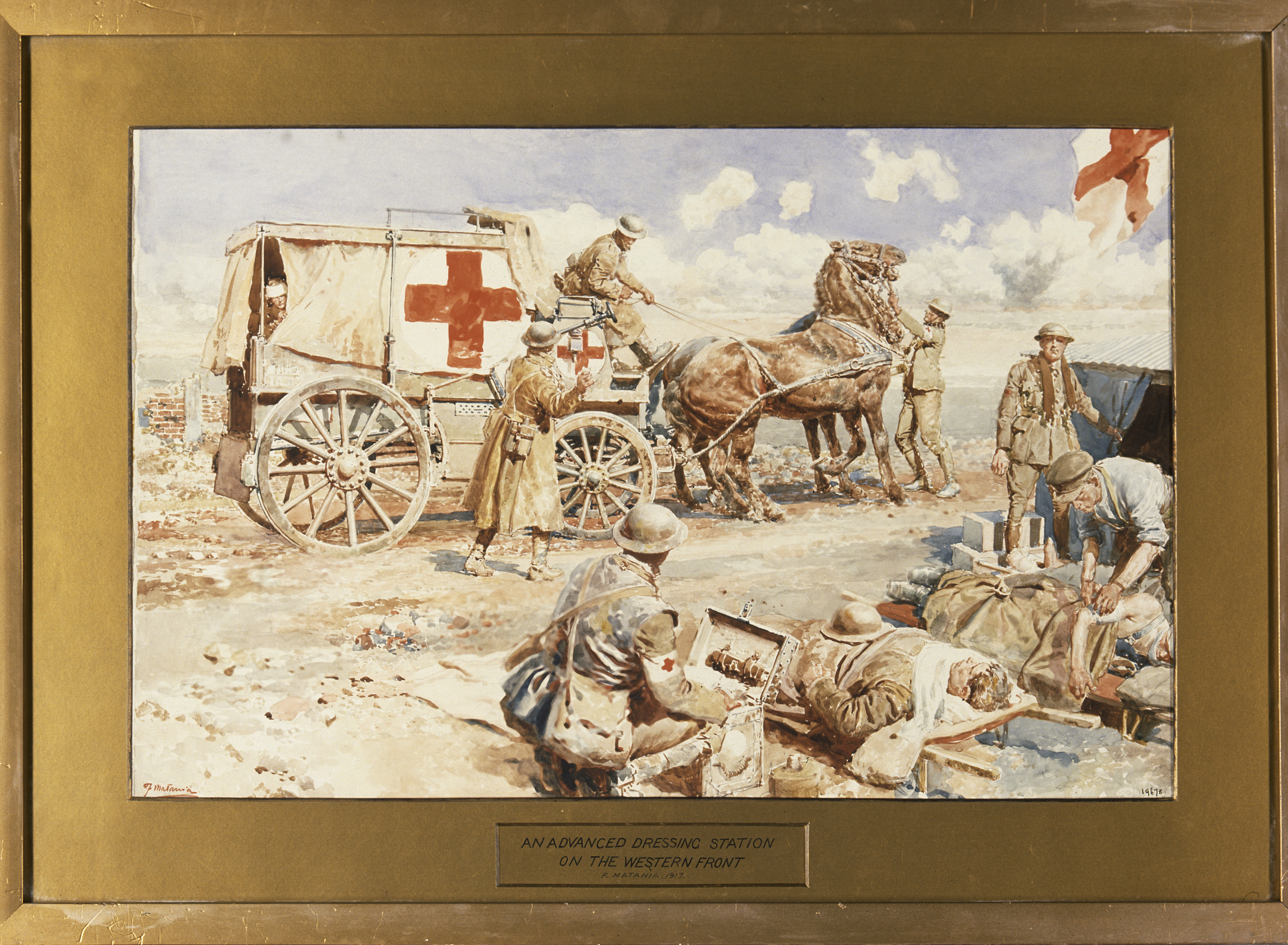
World War I; an advanced dressing station on the Western Fro Wellcome

Allo scoppio della prima guerra mondiale, Matania divenne un artista di guerra e fu acclamato per le sue realistiche immagini grafiche della guerra di trincea. Il suo dipinto per la Blue Cross intitolato "Addio, vecchio amico" (Goodbye, Old Man), che mostra un soldato britannico che dice addio al suo cavallo morente. Il suo ritratto dei Green Howards che include Henry Tandey è al centro di una famosa storia raccontata dal Sunday Graphic, in cui una copia di tale opera fu vista dal primo ministro inglese Neville Chamberlain in visita a Berchtesgaden durante i colloqui con Adolf Hitler nel suo studio.
Ma fu dopo la guerra, quando passò a scene di vita antica e prestigiosa per la rivista femminile britannica Britannia and Eve che Matania trovò la sua vera strada. Riempì il suo studio londinese con riproduzioni di mobili romani, studiati su libri di storia appositamente per soggetti di vita reale. Poi, con l'aiuto di modelle e statue, iniziò a dipingere soggetti come Sansone e Dalila, i bagordi delle baccanali dell'Antica Roma e persino le prime vergini africane, il tutto con lo stesso attento rispetto per la precisione e i dettagli che aveva usato nei suoi incarichi per la stampa. Generalmente riuscì a includere uno o due nudi voluttuosi in ogni racconto. "Il pubblico lo ha richiesto", dice Matania. "Se non ci fosse il nudo, allora l'editore o io riceveremmo una pioggia di lettere dai lettori chiedendo educatamente perché no"; fu uno standard in Britannia and Eve per 17 anni.
Matania espose regolarmente alla Royal Academy e al Royal Institute of Painters in Water Colours, nel 1917 fu eletto membro di quest'ultimo. Dal 1904 I suoi lavori appaiono nella maggior parte delle principali riviste in Gran Bretagna e in America, tra cui The Illustrated London News, London Magazine, Nash's, Printer's Pie e altri. Quando Britannia and Eve fu lanciato nel 1929, Matania divenne uno dei suoi principali collaboratori, per 17 anni, scrisse e illustrò racconti storici per la rivista. Il suo talento lo rese un illustratore popolare per pubblicità, manifesti e cataloghi, lavorando per LNER (disegnando poster per Southport and Blackpool), Ovaltine, Burberry's (fornitore di articoli sportivi) e molti altri. Matania fu anche raccomandato al regista hollywoodiano Cecil B. DeMille e dipinse una serie di scene di Roma e Egitto, dai quali fu presa ispirazione per realizzare disegni autentici per il film I dieci comandamenti. Nel 1933, Matania applicò il suo stile molto realistico alle illustrazioni del libro "Pirates of Venus" di Edgar Rice Burroughs e nel 1933 di "Lost on Venus" sempre di Burrough
Negli anni successivi, ha fornito le sue illustrazioni alle grandi riviste italiane - da "Il Mattino Illustrato" (1924-1947) e "Scena Illustrata" a "Illustrazione del Popolo" (1941-1947), "Corriere dei Piccoli" (1948-1954) e "Domenica del Corriere" (1948-1951). Verso la fine della sua vita, Matania ha illustrato alcune serie del settimanale didattico Look and Learn e stava lavorando alla serie A Pageant of Kings al momento della sua morte. La figlia Clelia diventerà una nota attrice di rivista e di cinema, lavorando a fianco di figure come Totò e Delia Scala in numerosi film.

## Monografie su Fortunino Matania
- Drawing from History: The Forgotten Art of Fortunino Matania] – 1 nov 2016. di Lucinda Gosling]

## Libri illustrati da Fortunino Matania
- Six Stories from Shakespeare, retold by John Buchan (1934)
- Raphael and Stella: A Baker's Delight Immortalised in Paint, by Matania (1944)
- Great Stories from History, ed. Edward Horton and Peter Shellard (1970)
- The Eagle Book of Amazing Stories 1974 (1973)
- With the British Army on the Western Front: Twelve Signed Artist's Proofs. London: The Sphere & Tatler ; [1916]

## Opere di Fortunino Matania

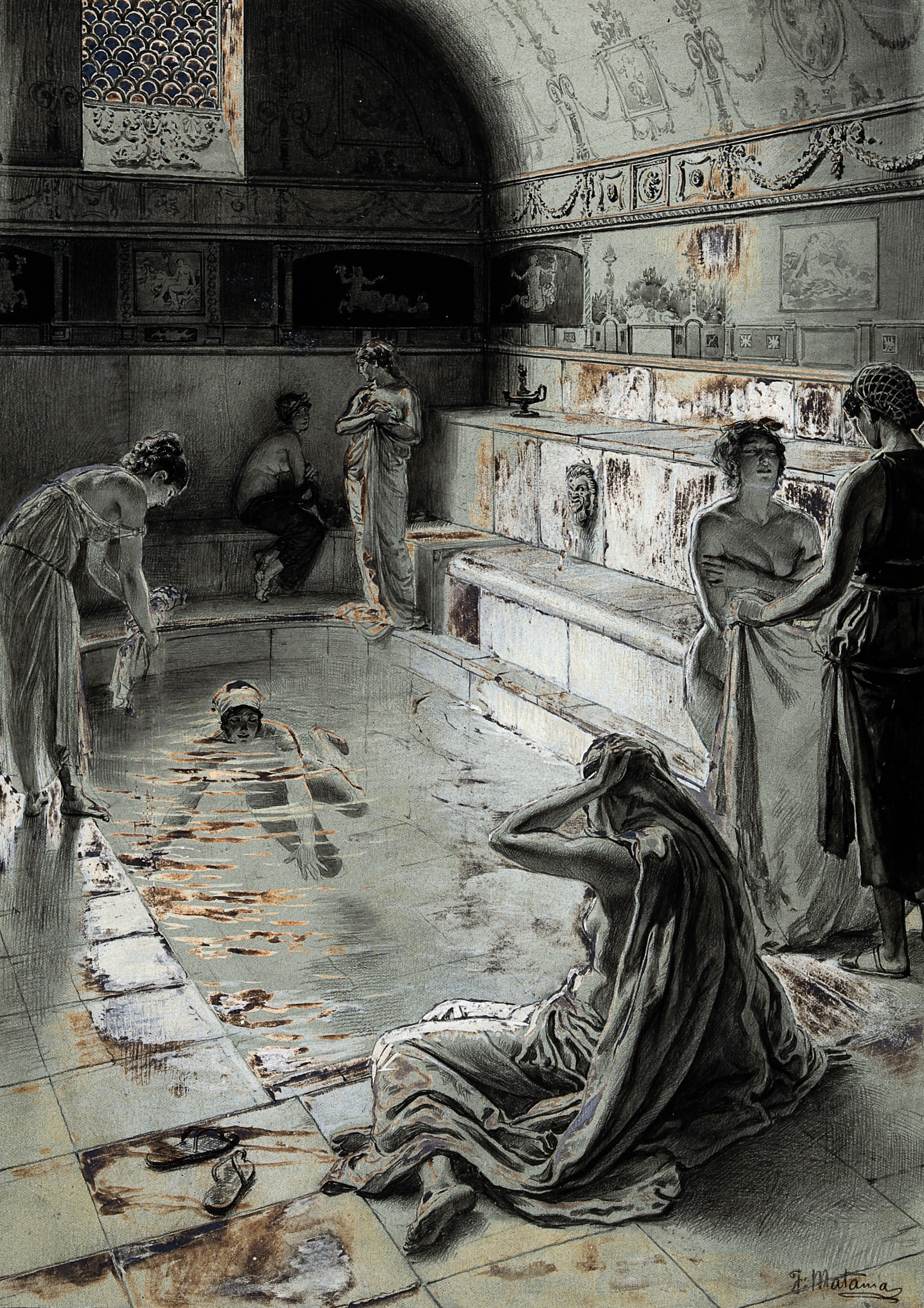
Donne al bagno nell'antica Roma
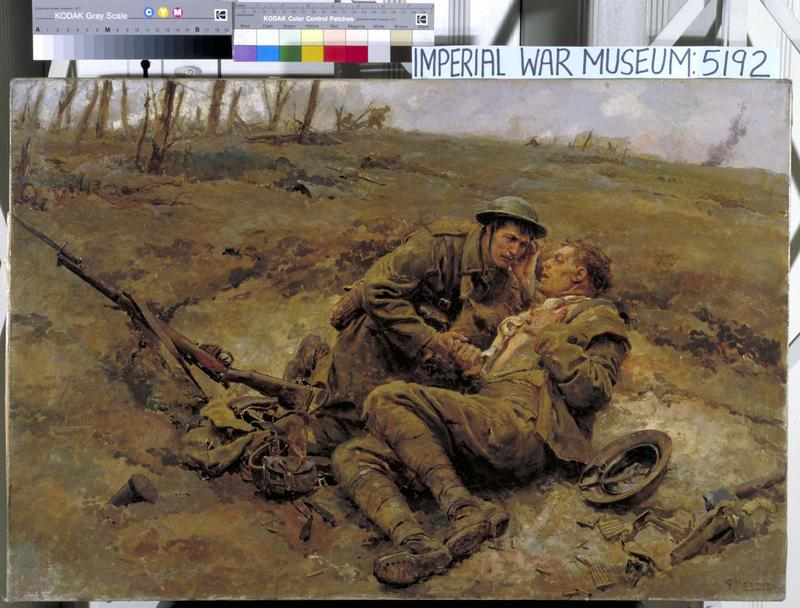
The last message